# Oval Invincibles
Die Oval Invincibles sind ein englisches Cricket-Franchise aus London, das seit dem Jahr 2021 mit einem Männer- und einem Frauen-Team an The Hundred teilnimmt.

## Geschichte
Nach der Verkündung der Teilnahme der Teams an The Hundred im Jahr 2019 wurde der Australier Tom Moody als Coach des Männer-Teams und die Engländerin Lydia Greenway als Coach des Frauen-Teams vorgestellt. Als assoziierte Counties wurden Kent, und Surrey bekanntgegeben. In der ersten Saison erreichte das Frauen-Team den zweiten Platz in der Vorrunde. Nach einem Halbfinalsieg mit 20 Runs gegen Birmingham Phoenix, schlug man im Finale die Southern Brave mit 34 Runs. Im Jahr darauf konnte das Frauen-Team als Tabellenerster direkt ins Finale einziehen. Dort traf man erneut auf die Southern Brave, die nun mit 5 Wickets geschlagen wurden. In der Saison 2023 erreichte das Männer-Team den ersten Vorrunden-Platz und schlug im Finale die Manchester Originals 14 Runs. In der Saison 2024 erreichte das Frauenteam abermals das Halbfinale und verlor dort gegen London Spirit mit 8 Wickets. Die Männer konnten als Tabellenerster direkt ins Finale einziehen und gewannen dort abermals mit 17 RUns gegen die Southern brave den Titel.

## Abschneiden in The Hundred

### Frauen
Das Frauen-Team schnitt in The Hundred wie folgt ab:
| Jahr | Spiele | Siege | Niederlagen | No Result | Endplatzierung (Vorrunde) |
| ---- | ------ | ----- | ----------- | --------- | ------------------------- |
| 2021 | 8      | 4     | 3           | 1         | Sieger (2/8)              |
| 2022 | 6      | 5     | 1           | 0         | Sieger (1/8)              |
| 2023 | 8      | 3     | 4           | 0         | Vorrunde (5/8)            |
| 2024 | 8      | 5     | 2           | 0         | Halbfinale (2/8)          |

### Männer
Das Männer-Team schnitt in The Hundred wie folgt ab:
| Jahr | Spiele | Siege | Niederlagen | No Result | Endplatzierung (Vorrunde) |
| ---- | ------ | ----- | ----------- | --------- | ------------------------- |
| 2021 | 8      | 4     | 3           | 1         | Vorrunde (4/8)            |
| 2022 | 8      | 4     | 4           | 0         | Vorrunde (5/8)            |
| 2023 | 8      | 6     | 1           | 0         | Sieger (1/8)              |
| 2024 | 8      | 6     | 2           | 0         | Sieger (1/8)              |